# 山口蓬春
山口 蓬春（やまぐち ほうしゅん、1893年10月15日 - 1971年5月31日）は、大正時代から昭和時代後期にかけて活躍した日本画家。本名、三郎（さぶろう）。文化勲章受章者。

## 経歴
同項目の多くは後述する「山口蓬春記念館」公式サイト内の「年譜」による。
北海道松前郡松城町（現・松前町）生まれ。日本銀行員だった父の転任に伴って松前や札幌に住んだ後、1913年に東京府（現東京都）高輪中学校を卒業後、1年間の志願兵として帝国陸軍に従軍した後に除隊し、1915年に東京美術学校（現東京芸術大学）に進学。当初は西洋画学科だったが、1918年に中途退学の上で日本画学科へ再入学し、松岡映丘に師事し、大和絵を習得した。この時期から「蓬春」の号を用いた。1923年に同校を卒業後、1924年に映丘が設立した新興大和絵会に参加する。本名の三郎と蓬春の2つの雅号を使いながら制作活動を続け1926年帝国美術院賞受賞。同年には同門の狩野光雅から紹介された齋藤春子と結婚。
1929年帝展審査員、1930年には帝国美術学校（現在の武蔵野美術大学の前身）教授に就任。同年に福田平八郎や中村岳陵らと「六潮会」を設立し、翌1931年には新興大和絵会が解散し、1935年に蓬春は帝展審査員や帝国美術学校教授を辞任し、独自の制作活動を強めた。太平洋戦争（大東亜戦争）期には戦争遂行に協力し、1943年には横山大観を会長とした日本美術報国会で日本画部の幹事長を務めた。
1945年4月、前月の東京大空襲を受けて東京都世田谷区祖師谷の自宅を離れ、山形県東置賜郡赤湯町（現南陽市）に祖開。8月の終戦後も帰京できず、かつての自宅も買い戻せなかったため、1947年に神奈川県三浦郡葉山町にあった山﨑種二の別送を提供されて転居。1948年には同町内で住宅を購入し、終生同地に居住した。同邸は祖師谷の旧邸を設計した吉田五十八が手を加え、画室などが設置された。葉山へ転居した蓬春は、昭和天皇の侍従長入江相政と懇意にしていた縁で、葉山御用邸に赴き香淳皇后と絵画の話をすることもあった。蓬春自身が考案した揮毫机と椅子が入江の目に留まり、同様のものが作られ、香淳皇后が日本画を制作する時に使用した。
戦後も蓬春は重用され、1950年日展運営会参事、日本芸術院会員、1954年日展運営会理事、1958年日展常務理事、1965年文化勲章受章、文化功労者。1969年日展顧問。同年には弟子の橋本明治とともに4年がかりで取り組んだ皇居宮殿正殿松の間杉戸『楓』が完成した。1970年には｢喜寿記念 山口蓬春展｣が横浜高島屋で開催されるなど、晩年まで蓬春の創作は続いた。1971年、蓬春は胃癌のために病没。葬儀委員長は吉田五十八が務めた。

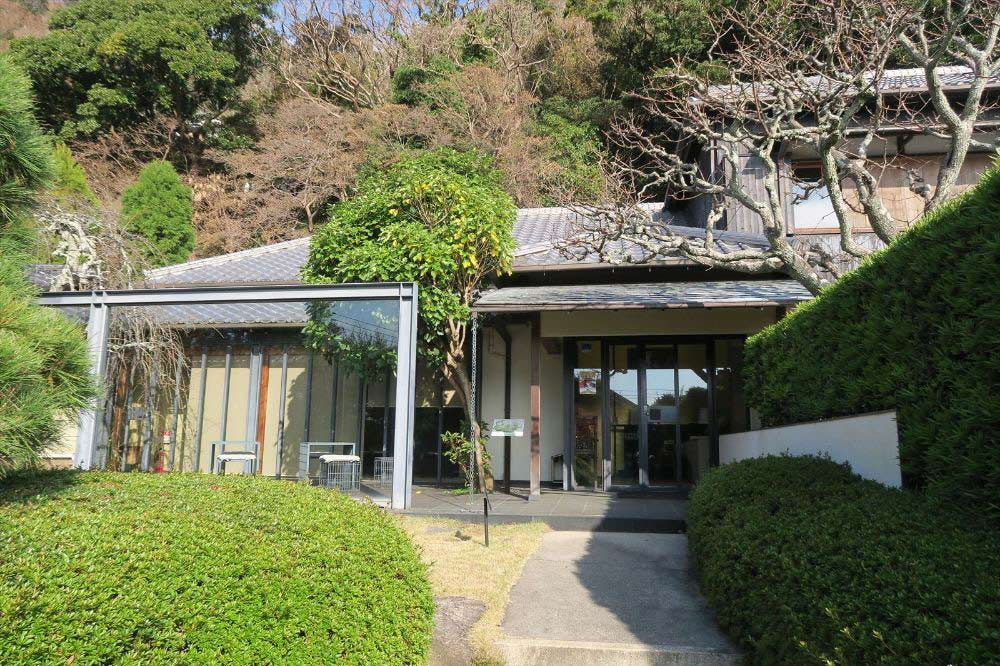
山口蓬春記念館

妻の春子は蓬春の没後に葉山の邸宅や作品を継承し、1985年には蔵書や作品群などを鎌倉市の神奈川県立近代美術館に寄贈。邸宅などは1990年に東海旅客鉄道（JR東海）が運営する「財団法人ジェイアール東海生涯学習財団」に寄贈され、公開に向けた改装を経て、1991年10月15日に葉山の旧邸宅で「山口蓬春記念館」が開設された。同年11月11日に春子が死去。その後も記念館は運営され、蓬春作品を中心とした美術展示を続けている。
画風は西欧絵画の日本的表現と見られる。

## 著書など
- 新日本画風景の第一歩 アトリヱ叢書 アトリヱ社 1932
- 現代名家素描集 第1輯 山口蓬春自選 植物篇 芸艸堂 1940
- 新日本画の技法 美術出版社 1951
- 山口蓬春自撰画集 日本美術新報社 1959
- 山口蓬春自選展図録 三彩社 1963
- 山口蓬春作品集 朝日新聞社 1973
- 現代日本の美術 3 鏑木清方・山口蓬春 座右宝刊行会編 集英社 1976
- 山口蓬春素描集 JR東海生涯学習財団 2003
- 山口蓬春日記 第1-3巻 山口蓬春記念館 2004-08

## 関連人物
- 加藤東一 - 弟子
- 佐藤圀夫 - 弟子
- 三尾彰藍 - 弟子
- 北澤楽天 - 妻の山口光園（春子）を通じて交友を持つ。